# Eglosheim
Eglosheim est un quartier de la ville allemande de Louisbourg.

Eglosheim se situe au nord-ouest de Louisbourg.

## Situation géographique
Eglosheim se situe au nord-ouest du centre-ville de Louisbourg, entre le Favoritepark et le Hohenasperg, et est bordé au nord par Tamm et Freiberg am Neckar, à l'est par les quartiers de Hoheneck et Louisbourg-Nord, au sud par celui de Louisbourg-Ouest et à l'ouest par Asperg.

## Histoire
Le nom d'Eglosheim vient probablement de celui d'un lieu appelé Egolf ou Egilolf. En 844, un acte de donation du monastère de Lorsch mentionne également des biens d’Hegoluesheim. La mention suivante date du XIIe siècle. Dans cet acte de propriété du monastère de Hirsau, un Egilolf de Eglessheim et son frère sont témoins, parmi d'autres nobles. On suppose que l'ancien siège fortifié des seigneurs d'Eglosheim se trouvait au sud de l'église. On suppose qu'Eglosheim appartenait au comté d'Ingersheim et, à partir du milieu du XIIe siècle, au comté palatin de Tübingen. À partir de 1308, les comtes palatins ont vendu une partie de leurs biens au comte Eberhard de Württemberg. En 1536, l'ensemble du village fut rattaché au duché de Wurtemberg et fit partie de l'Amt Grüningen.
De son établissement jusqu'à la Réforme, la paroisse d'Eglosheim a fait partie du chapitre du pays de Grüningen (de) dans l'archidiaconé Trinitatis (de) du diocèse de Spire.
En 1635, pendant la guerre de Trente Ans, le village fut en grande partie incendié par les troupes impériales lors du siège de la forteresse d'Hohenasperg. A la fin de la guerre, il ne restait probablement plus que l'église, le pressoir, la maison forestière et trois maisons sur les 145 bâtiments qui existaient auparavant. En 1707, les Français brûlèrent une trentaine de bâtiments. Avec la construction du château de Louisbourg, de nouvelles rues furent créées et le château de Monrepos (de) vit le jour au bord du lac d'Eglosheim.
À partir de 1800, de nouvelles maisons furent construites le long de l'actuelle Monreposstraße. Un terrain d'exercice pour la garnison de Louisbourg fut construit sur le Hirschberg. À la fin du XIXe siècle, le nombre d'habitants a fortement augmenté, la localité restant cependant rurale. Dès 1901, Eglosheim fut rattaché à Louisbourg. Après les deux guerres mondiales, les quartiers résidentiels d'Hirschbergsiedlung et de Straßenäcker ont vu le jour. En raison de la forte urbanisation, Eglosheim est aujourd'hui le plus grand quartier périphérique de Louisbourg.

## Communications
La route fédérale 27 traverse Eglosheim et la station du S-Bahn Favoritepark se trouve sur le territoire d'Eglosheim. L'autoroute fédérale 81 passe à l'ouest du quartier, l'échangeur Louisbourg-Nord se trouvant au nord-ouest du quartier.

## Patrimoine
Parmi les bâtiments historiques d'Eglosheim, on compte l'église paroissiale protestante Sainte-Catherine, datant du XVe siècle, et l'hôtel de ville de 1709, qui a perdu sa fonction en 1901, lors du rattachement du quartier à Louisbourg.

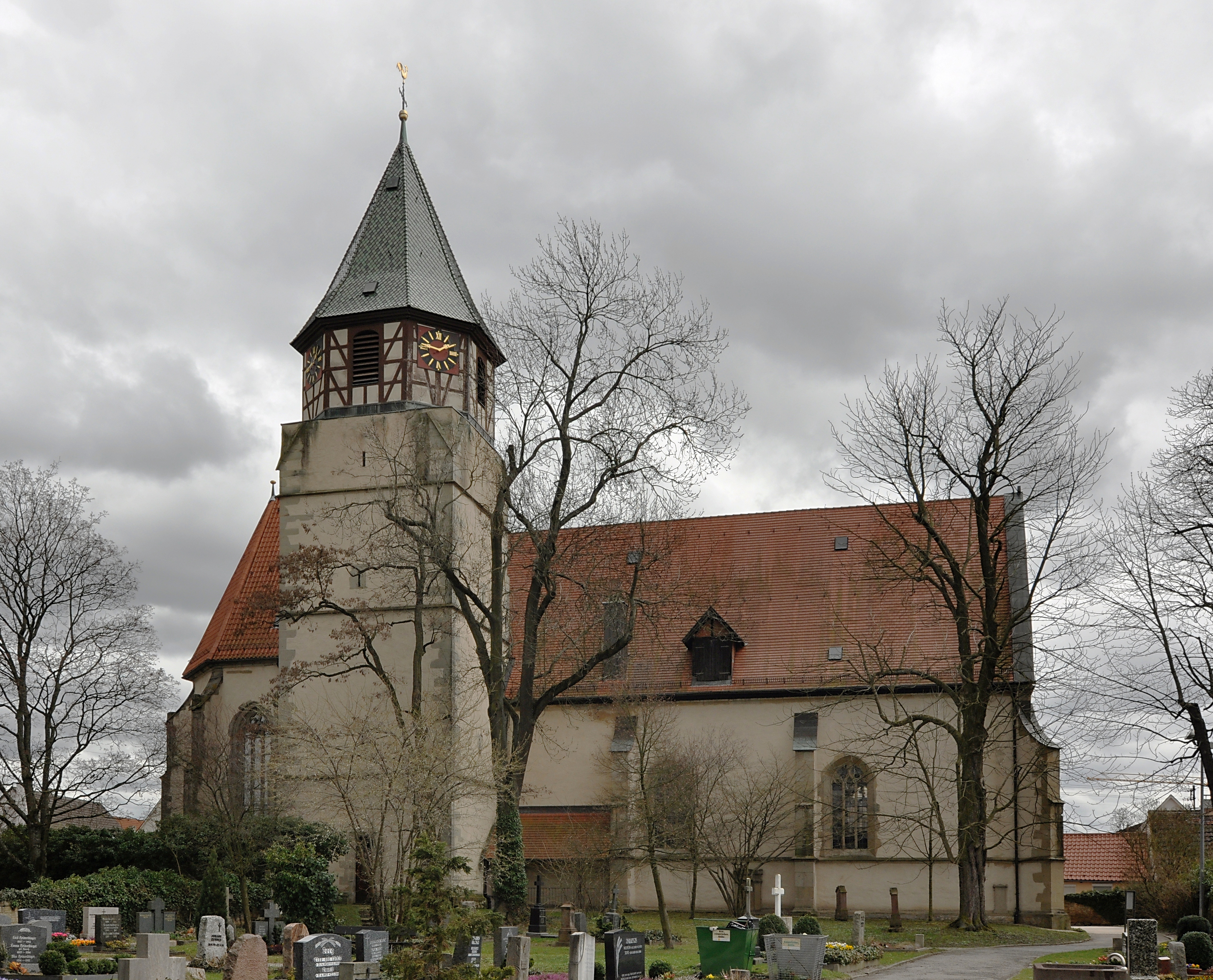
Église Sainte-Catherine.
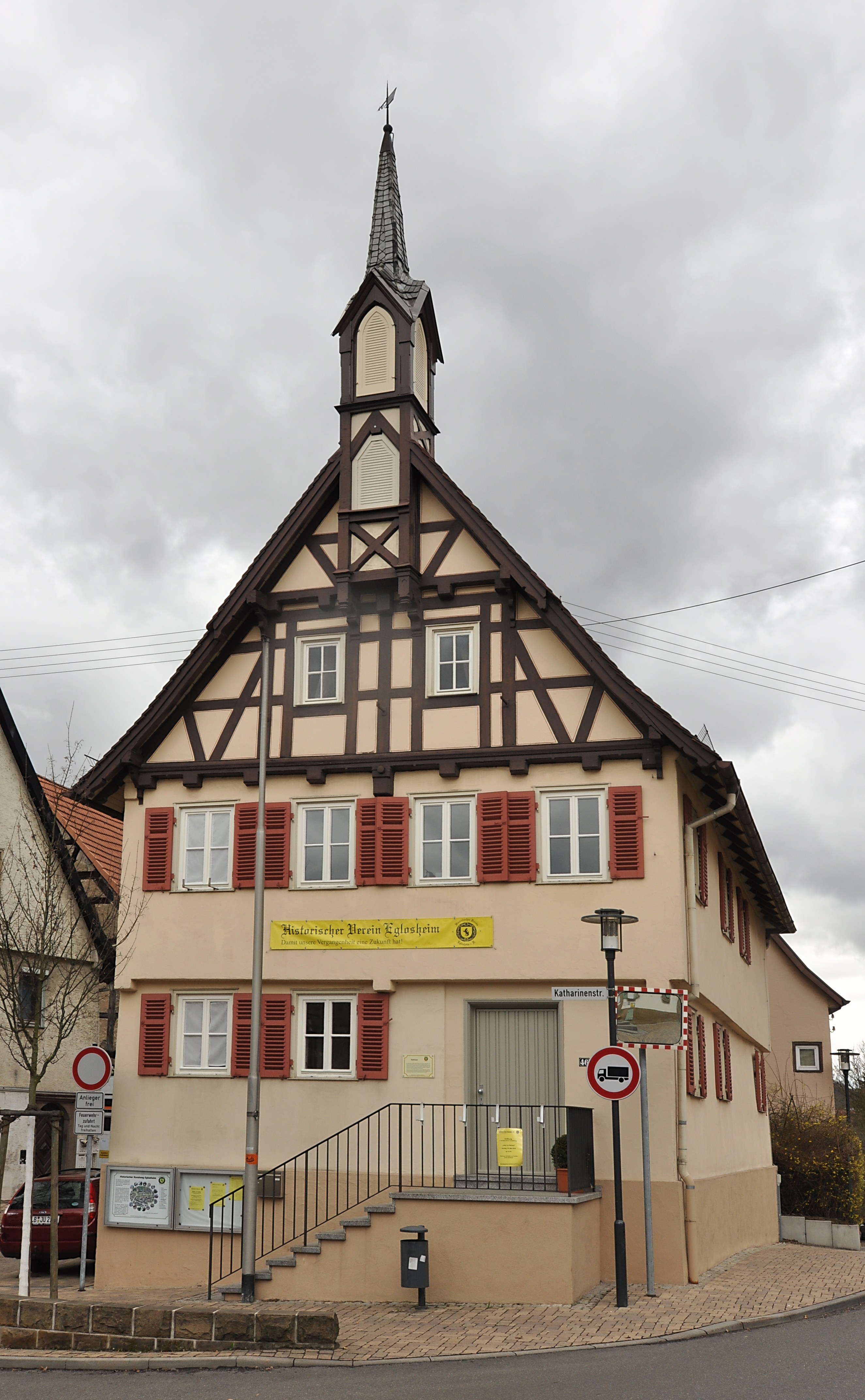
Ancien hôtel de ville.
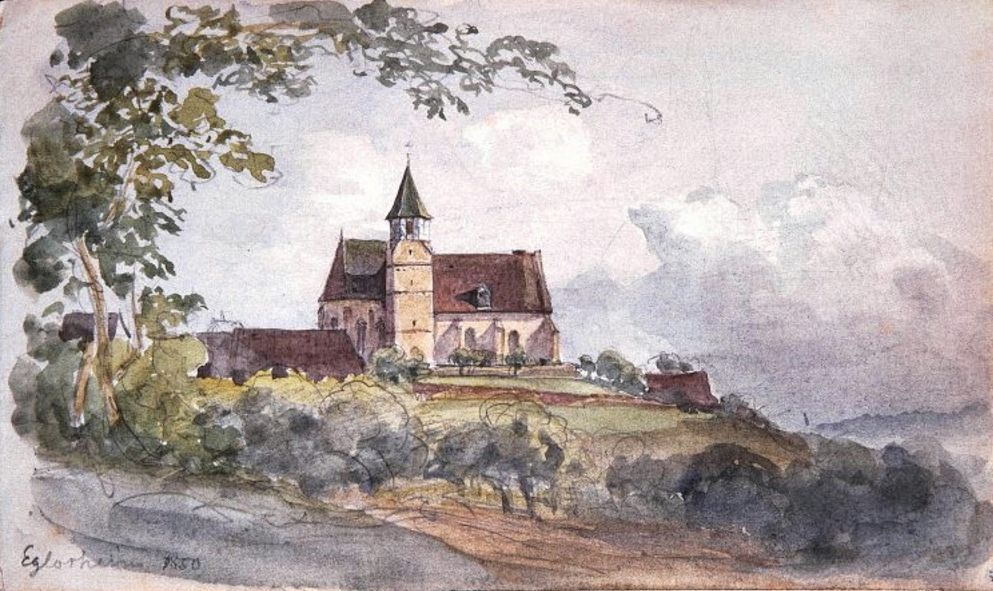
Eglosheim vers 1850. Aquarelle du Général Eduard von Kallee (de).